# にこまる
にこまるは、日本のイネの品種名および銘柄名。「にこまる」の名は、笑みがこぼれるほどおいしい品種で、丸々とした粒張りのよさを表現した名称である。

## 概要
登熟期に高温であると品質が低下する「ヒノヒカリ」に代わりうる品種として開発された。夏場の気温が高くなる地域で栽培されている。高温による品質低下が少なく多収で品質も良好な暖地向きの中生種。いもち病抵抗性は「ヒノヒカリ」並、耐倒伏性は「ヒノヒカリ」並かやや強である。高温年でも白未熟粒の発生が少なく、玄米は粒張りが特に良い。
食味は「ヒノヒカリ」並かそれ以上。粒が大きく、炊飯米は弾力があって粘りが強く、艶がある。味覚センサーによる分析では、「コシヒカリ」との比較で、コクや甘みとうまみに特徴があるとする結果が出ている。様々な料理と相性が良いが、粒感がしっかりとあるため炊き込みごはんや丼、寿司にも向く。
2002年（平成14年）に長崎県で奨励品種となったのを皮切りに、高知県や愛媛県でも奨励品種となっている。愛媛県では、2013年（平成25年）に奨励品種となり、イメージキャラクターの「みきゃん」を用いたパッケージやテレビCMで幅広く浸透している。

## 育成経過
- 1996年（平成8年）- 農研機構で「きぬむすめ」と「北陸174号」を交配・育種。
- 2002年（平成14年）- 「西海250号」奨励品種決定調査開始。
  - 1月、長崎県において「西海250号」を奨励品種に決定、9月、農林水産省において「にこまる」と命名。

## 普及
- 2006年（平成18年）- 長崎県において、「にこまる」本格生産を開始。
  - 8月、長崎県において「ながさきにこまる」のキャラクター決定。
  - 11月、長崎県での「ながさきにこまる」を新発売。
- 2009年（平成21年）- 2月、（財）日本穀物検定協会平成20年産米の食味ランキング「長崎県・県南」が特A取得。 5年連続で最高ランクの「特A評価」を獲得[7]。
  - 11月29日、第11回米・食味分析鑑定コンクール:国際大会（福島県天栄村）で特別優秀賞を受賞、滋賀県彦根市 柴田幸弘[8]。
- 2010年（平成22年）11月21日、第12回 米・食味分析鑑定コンクール:国際大会（島根県松江市）で金賞を受賞。
  - 高知県高岡郡 窪田晴樹、特別優秀賞を受賞:高知県高岡郡 山崎哲男、岡山県小田郡 渡辺美登、高知県高岡郡 森光正一[9]。
- 2011年（平成23年）- 11月23日、第13回 米・食味分析鑑定コンクール:国際大会（群馬県川場村）で金賞を受賞。
  - 高知県高岡郡 浜口安千代、高知県高岡郡 森光幸一、高知県長岡郡 美川博志、長崎県大村市大村城南高等学校、高知県高岡郡 四万十町立仁井田小学校、特別優秀賞を受賞:高知県高岡郡 藤原利男、熊本県球磨郡 深水吉人、福井県越前市 大塚衛[10]。
- 2012年（平成24年）- 11月23日、第14回　米・食味分析鑑定コンクール:国際大会（長野県木島村）で金賞を受賞。
  - 福岡県みやま市 前原孝利、福岡県みやま市 川口広樹、滋賀県長浜市 橋本浩一、高知県長岡郡 田岡信男、熊本県阿蘇市　阿蘇中央高等学校）（岡山県岡山市 高松農業高等学校）（高知県高岡郡 四万十町立仁井田小学校、特別優秀賞を受賞:高知県高岡郡 片岡源造、大分県臼杵市 後藤慎太郎、福井県越前市 小嶋卓敏、熊本県菊池市 菊永光作、愛媛県松山市 石丸仁志、愛媛県大洲市 大洲農業高等学校[11]。
- 2013年（平成25年）- 11月24日、第15回　米・食味分析鑑定コンクール:国際大会（宮城県七ヶ宿町）で金賞を受賞。
  - 高知県高岡郡　武吉秀文、奈良県御所市 杉村定雄、高知県長岡郡 本山町農業公社、福岡県みやま市 前原孝利、熊本県合志市 城千恵美、滋賀県長浜市 長浜農業高等学校、特別優秀賞を受賞:埼玉県幸手市 中山研二、京都府相楽郡 植田宏和、兵庫県篠山市 粟野農場、愛媛県西予市 三好敬一、大分県宇佐市 堀田敦弘、熊本県阿蘇市 熊本県立阿蘇中央高等学校、愛媛県大洲市 愛媛県立大洲農業高等学校、京都府木津川市 木津高等学校、岡山県岡山市 岡山県立高松農業高等学校、長崎県大村市 長崎県立大村城南高等学校、高知県高岡郡　四万十町立仁井田小学校[12]。
- 2014年（平成26年）- 11月24日、第16回　米・食味分析鑑定コンクール:国際大会（青森県田舎館村）で金賞を受賞。
  - 広島県東広島市 大森忠昭、高知県高岡郡 片岡源造、宮崎県えびの市 元気な農業をめざす会、福井県丹生郡 来田建治、福岡県みやま市 山下茂幸、滋賀県長浜市 滋賀県立長浜農業高等学校、長崎県大村市 長崎県立大村城南高等学校、特別優秀賞を受賞:岡山県岡山市 入野潔、愛媛県東温市 坂本憲俊、千葉県木更津市 中村行雄、兵庫県神戸市 北野孝二、静岡県駿東郡 小見山益彦、埼玉県幸手市 中山研二、徳島県阿波市 小山恒夫、奈良県奈良市 南善嗣、長崎県雲仙市 永田惇、滋賀県彦根市 柴田幸弘、岡山県岡山市 岡山県立高松農業高等学校、愛媛県大洲市 愛媛県立大洲農業高等学校[13]。